# Mariano Benlliure

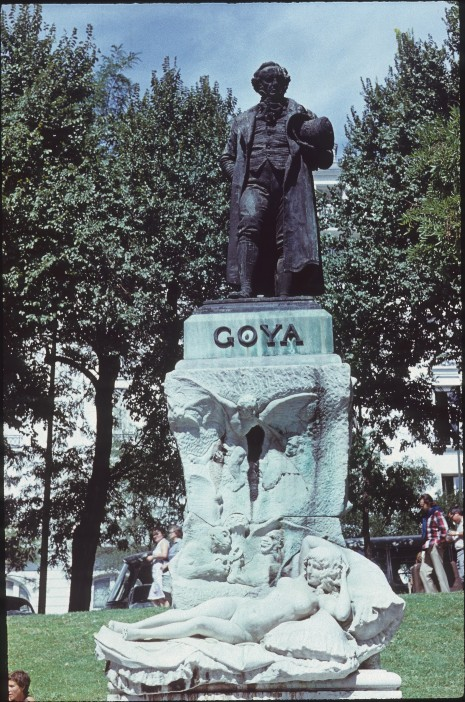
Goya szobra a madridi Prado előtt

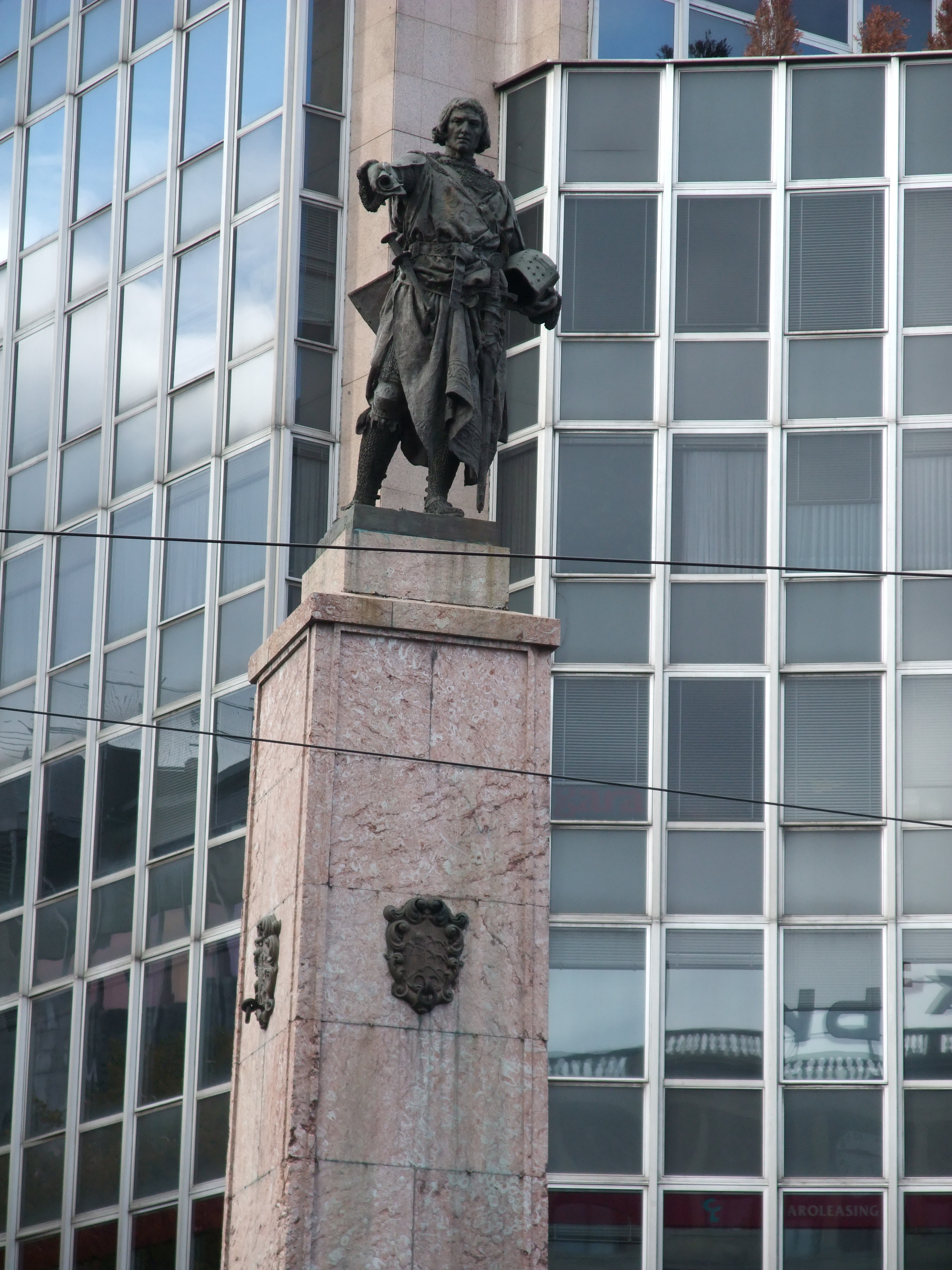
Don Diego López de Haro szobra Bilbaóban

Mariano Benlliure (teljes nevén Mariano Benlliure y Gil (Valencia, 1862. szeptember 8. -  Madrid, Spanyolország,   1947. november 9.) spanyol neoklasszicista szobrász, a legnépszerűbb és legtermékenyebb modern spanyol mesterek egyike. Számos köztéri emlékművet és vallási szobrot készített. Stílusa realisztikus, de az ábrázolás természetessége nyugodt és nemes monumentalitással párosul nála.

## Családja
- Gyermekei: Mariano Benlliure y Tuero
- Házastársa: Lucrecia Arana (házas. 1908.)

## Főbb művei
- Diego López de Haro szobra (Bilbao),
- Katolikus Izabella szobra (Granada),
- Martinez Campos tábornok lovasszobra (Madrid),
- Goya-szobor (Madrid)
- Különösen jól van képviselve Valenciában (Marqués de Camnos Jusepe Ribera, Juan de Ribera).

## Emlékezete
Múzeuma (Museo Mariano Benlliure) Crevillentben (Alicante tartomány) található.